# Quinemurus cinereus
Quinemurus cinereus is een insect uit de familie van de mierenleeuwen (Myrmeleontidae), die tot de orde netvleugeligen (Neuroptera) behoort. 
Quinemurus cinereus is voor het eerst wetenschappelijk beschreven door Kimmins in 1943.